# Дрангель, Матильда
Матильда Шарлотта Дрангель, урождённая Лундквист (швед. Mathilda Charlotta Drangel; 6 декабря 1847, Нючёпинг — 28 апреля 1931) — шведская переводчица.

## Биография
Матильда Дрангель родилась в Нючёпинге в 1847 году. Её родителями были врач Густаф Мауритц Лундквист и его жена Катарина Шарлотта Рюдстрём. Окончив школу, Матильда работала учительницей в начальных школах Нючёпинга. В 1877 году она вышла замуж за Карла Отто Августа Дрангеля. С 1879 по 1882 год у них родились двое детей. Матильда писала и пробовала печатать собственные рассказы, но без особого успеха. Вместо этого она стала переводчицей, и за два с половиной десятилетия перевела около 150 произведений.
Матильда Дрангель переводила в основном художественную литературу. В первую очередь она известна как автор переводов произведений Джека Лондона, которые были авторизованы самим писателем. Матильда перевела около 20 его романов, которые были опубликованы без полного имени переводчика: оно было указано как «M. Drangel». В 1916 году, когда стало известно, что переводчик — женщина, работы Матильды были подвергнуты суровой критике в прессе. Она выступила в Svenska Dagbladet с письмом в свою защиту, где объясняла, в частности, что не считала возможным передавать в своих переводах «грубый» и «просторечный» язык Лондона. Это «цензурирование» оригинала является главным недостатком её работ.
Помимо Джека Лондона, Дрангель переводила Мопассана, Золя, а также Толстого и Чехова (возможно, с французских изданий). Она также переводила менее известных ныне, но популярных в её время авторов, таких как немецкая писательница Берта Беренс, американский автор Арчибальд Клэверинг Гантер и датчанин Кристофер Бек.
Работая в чрезвычайно высоком темпе, Матильда Дрангель не всегда создавала качественные переводы. Она упрощала синтаксис, сокращала отдельные эпизоды, всячески избегала просторечия и стилистически ненейтральной лексики. С другой стороны, вольный подход к переводу был обычным явлением, а от переводчиков популярной литературы не ожидали высокого качества продукции.
Матильда Дрангель умерла 28 апреля 1931 года.